# Љетопис (часопис)
Lětopis (срп. Љетопис), пун назив Lětopis — Časopis za rěč, stawizny a kulturu Łužiskich Serbow (срп. Љетопис — Часопис за језик, историју и културу Лужичких Срба), научни је лужичкосрпски часопис, који се издаје у Њемачкој. Часопис је публикација Лужичкосрпског института. Штампа се у издаваштву Домовине.

## Историја
Историјским претходником публикације се сматра друштвено-културни и књижевни часопис Časopis Maćicy Serbskeje (срп. Часопис Матице лужичкосрпске; према буквалној транскрипцији са лужичкосрпских језика — Часопис Матице српске), који је издавало од 1848. до 1937. године лужичкосрпско друштво Матица лужичкосрпска. Први број савременог часописа је изашао 1952. године.
Чланци у часопису се највећим дијелом објављују на горњолужичкосрпском, доњолужичкосрпском и њемачком језику. Понекад се објављују чланци на пољском, руском и чешком језику.
За вријеме Њемачке Демократске Републике часопис се издавао четири одвојена тома са одређеним садржајем, који су класификовани по словима A, B, C и D. Том A је садржавао чланке о лужичкосрпској лингивистици. У тому B су објављивани чланци о историји Лужичких Срба, њиховом политичком и друштвеном животу, као и њиховом односу са њемачким становништвом. Том C је био посвећен лужичкосрпској етнографицији, а том D је садржао чланке о лужичкосрпској култури, етнографији и фолклору.